# Martina Bárta
Martina Bárta (ur. 1 września 1988 w Pradze) – czeska piosenkarka jazzowa i waltornistka, reprezentantka Czech w Konkursie Piosenki Eurowizji w 2017 roku.

## Życiorys

### Edukacja
W latach 1999–2007 uczęszczała do praskiego Gymnázium Jana Nerudy, gdzie studiowała muzykę poważną i grę na rogu (waltorni). Po zdaniu matury została przyjęta na studia medyczne na Uniwersytecie Karola w Pradze. Zdecydowała się jednak uczyć śpiewu na wydziale muzyki popularnej w Państwowym Konserwatorium w Pradze. Ponadto uczęszczała na prywatne lekcje śpiewu u prof. Hany Peckovej. W 2011 roku została przyjęta na Jazz-Institut Uniwersytetu Sztuk Pięknych w Berlinie, gdzie kształciła się w technikach wokalnych i wiedzy teoretycznej.

### Kariera
W 2010 roku wzięła udział w castingu do show telewizji Prima Robin Hood droga do chwały. Dzięki temu zdobyła rolę Lady Marion, główną rolę żeńską w musicalu Robin Hood w praskim Divadlo Kalich. Występowała obok Václava Noid Bárta, Jana Kříža i innych.
W Niemczech występowała na wielu festiwalach jazzowych, jak Kurt-Weill-Fest w Dessau-Roßlau, Düsseldorfer Jazz-Rally czy Jazz am Greifensee. Po ukończeniu w lipcu 2016 roku studiów na Jazz-Institut brała udział w warsztatach jazzowych Jazz in Port Townsend w Stanach Zjednoczonych pod kierunkiem Johna Claytona, kontrabasisty jazzowego. Podczas studiów współtworzyła duet „Scotch and Soda“ z innym studentem Instytutu, wokalistą jazzowym Marcusem Gartschockem.
W lutym 2017 roku Česká televize oznajmiła, że Martina Bárta będzie reprezentantką Czech w 62. Konkursie Piosenki Eurowizji. 9 maja artystka wystąpiła z piosenką „My Turn” w pierwszym półfinale konkursu organizowanego w Kijowie i zajęła ostatecznie trzynaste miejsce z dorobkiem 83 punktów, nie zdobywając awansu do finału.